# JO1
JO1 (jap. ジェイオーワン Jeiōwan) – japoński boysband utworzony w ramach reality show Produce 101 Japan. W skład grupy wchodzi jedenastu członków: Issei Mamehara, Ren Kawashiri, Takumi Kawanishi, Shōsei Ōhira, Shion Tsurubo, Ruki Shiroiwa, Keigo Satō, Syoya Kimata, Junki Konō, Sukai Kinjō i Shō Yonashiro. W przeciwieństwie do innych zwycięskich grup Produce 101, JO1 ma być stałą grupą. Jest zarządzana przez Lapone Entertainment, spółkę połączoną pomiędzy Yoshimoto Kogyo i CJ ENM.
JO1 zadebiutowali singlem „Protostar” 4 marca 2020 roku, komercyjny sukces grupy zaowocował zdobyciem kilku nagród podczas pierwszego roku, w tym dla najlepszego nowego azjatyckiego artysty na 2020 Mnet Asian Music Awards i Gold Disc Award dla najlepszych 5 nowych artystów 2021 w Japonii.

## Nazwa
Nazwa grupy, JO1, została wybrana przez Lapone Entertainment spośród sugestii podanych przez „National Producers” za pośrednictwem oficjalnej strony internetowej Produce 101 Japan. Zgodnie z pierwotną sugestią, „J” w JO1 odnosi się do Japonii, która jest początkiem grupy, podczas gdy „O1” odnosi się do pierwszego roku okresu Reiwa, w którym grupa została po raz pierwszy zaprezentowana. Jednak „JO1” oficjalnie oznacza, że „stażyści, którzy razem marzyli w Produce 101 Japan, staną się jednością i będą dążyć do zdobycia szczytu świata”. Nazwa została ogłoszona podczas ostatniego odcinka programu.

## Biografia

### Przed debiutem: Produce 101 Japan
Przed pojawieniem się w programie kilku członków było już aktywnych w przemyśle rozrywkowym. Ren Kawashiri jest byłym tancerzem rezerwowym, występował dla SMAP, FTISLAND, Dreams Come True, Tomohisa Yamashita, Lead, Wanna One i Pentagon. Ruki Shiroiwa jest byłym członkiem grupy stażystów Johnny & Associates Johnny’s Jr., a także był częścią grupy muzycznej Tsukicro, gdzie śpiewał, przedstawiał i zapewniał głos dla postaci Ruki Hibiya. Shosei Ohira jest byłym członkiem EXPG Sword, jednostki wykonawczej stworzonej specjalnie przez Naoki Kobayashi z Exile i EXPG Kyoto. W sumie 6000 osób, które nie były związane z żadną agencją talentów wzięło udział w przesłuchaniach do programu. Spośród pierwszych 101 stażystów biorących udział w programie, finałowych 11 zostało wybranych przez widzów w drodze głosowania online, następnie ogłoszonych w telewizji na żywo w TBS. Nie było planów ograniczenia okresu działalności grupy po jej debiucie.

### 2020: Debiut i pierwszy album studyjny The Star
Krótko po zakończeniu Produce 101 Japan, okazało się, że grupa JO1 poleci do Korei Południowej w celu przygotowania i produkcji ich debiutu. Debiutancki singiel „Protostar” został wydany 4 marca i odniósł natychmiastowy sukces komercyjny, zajmując pierwsze miejsce zarówno na dziennym Oricon Daily, jak i tygodniowym wykresie singli (Weekly Singles Chart) z ponad 300 000 sprzedanymi egzemplarzami, czyniąc JO1 siódmym artystą, któremu udało się tego dokonać dzięki debiutanckiemu singlowi. W międzyczasie, wiodący utwór z singla „Infinity” osiągnął pierwsze miejsce na liście Billboard Japan Hot 100. Następnie grupa miała swój pierwszy występ na żywo w porannym programie telewizyjnym w NTV Sukkiri. A ich debiutancki singiel uzyskał status Platinum przez RIAJ i 19 czerwca znalazł się w pierwszej dziesiątce kategorii nowy artysta, sprzedaż singli i całkowita sprzedaż singli w rankingu śródrocznym Oricon 2020.
JO1 wydali swój drugi singiel „Stargazer” 26 sierpnia. Singiel zadebiutował jako numer jeden na dziennym Oricon Daily i tygodniowym wykresie singli (Weekly Singles Chart). To sprawiło, że grupa zdobyła dwa kolejne zwycięstwa na tygodniowej liście przebojów od czasu ich debiutanckiego singla po tym, jak Hinatazaka46 udało się tego dokonać z „Do Re Mi Sol La Si Do” 29 lipca 2019 roku. Grupa po raz kolejny zajęła pierwsze miejsce na liście Billboard Japan Hot 100 z wiodącym utworem „Oh-Eh-Oh” i platynowym certyfikatem RIAJ. 5 września grupa wystąpiła po raz pierwszy jako gwóźdź programu podczas festiwalu mody 31.Mynavi Tokyo Girls Collection Jesień/Zima 2020, który odbył się w Saitama Super Arena.
25 listopada ukazał się pierwszy studyjny album grupy, The Star. Album zadebiutował na drugim miejscu na Oricon Albums Chart i Billboard Japan Hot Albums za albumem „Be” grupy BTS. 2 grudnia JO1 po raz pierwszy pojawili się na festiwalu FNS Music, wykonując promocyjny singiel albumu „Shine a Light”. Grupa zorganizowała swój pierwszy koncert na żywo zatytułowany Starlight 19 grudnia, który zgromadził szacunkowo 120 000 widzów z ponad 30 krajów.
Pod koniec roku grupa została wyróżniona nagrodą Rising Star Award przez MTV Video Music Awards Japan oraz najlepszy nowy artysta azjatycki (Best New Asian Artist) przez Mnet Asian Music Awards. Na koniec roku znaleźli się również na kilku krajowych listach przebojów, w tym na trzecim miejscu w rocznym rankingu Oricon całkowitej sprzedaży nowych artystów w 2020 r., (Oricon Annual New Artist Total Sales Ranking 2020) i na osiemnastym miejscu na Billboard Japan 2020 Year-End Artist 100.
W styczniu 2021 r., JO1 wydali cyfrową piosenkę „Tsutaerareru Nara” jako piosenkę przewodnią do reklamy Kit Kat Japan. 20 lutego grupa zagrała swój drugi koncert online Starlight Deluxe, na którym ogłosili, że ich trzeci singiel „Challenger” ma zostać wydany 28 kwietnia. W kwietniu ogłoszono, że JO1 wykona nową piosenkę „Dreaming Night” jako przewodni motyw dramy „Love Phantom” emitowanej na antenie MBS.

## Członkowie
- Issei Mamehara (豆原 一成)
- Junki Konō (河野 純喜)
- Keigo Satō (佐藤 景瑚)
- Ren Kawashiri (川尻 蓮) – lider tańca[41]
- Ruki Shiroiwa (白岩 瑠姫)
- Shion Tsurubo (鶴房 汐恩)
- Shō Yonashiro (與那城 奨) – lider[41]
- Shōsei Ōhira (大平 祥生)
- Sukai Kinjō (金城 碧海)
- Syoya Kimata (木全 翔也)
- Takumi Kawanishi (川西 拓実)

## Działalność charytatywna
W dziesiątą rocznicę Wielkiego Trzęsienia Ziemi we Wschodniej Japonii 11 marca 2021 r. JO1 i platforma społecznościowa Heyhey zorganizowali specjalne wydarzenie charytatywne, podczas którego zostały zebrane fundusze przekazane później fundacji wspierającej odbudowę dotkniętych terenów. W sumie w wydarzeniu uczestniczyło około 4000 osób, które zebrały około 1,85 miliona jenów (64 000 PLN).

## Dyskografia
Albumy
- The STAR (2020)

Single CD
- PROTOSTAR (2020)
- STARGAZER (2020)
- CHALLENGER (2021)

Single cyfrowe
- Bugendai - From THE FIRST TAKE (無限大) (2020)
- Voice (Kimi no Koe) – From THE FIRST TAKE (君の声) (2020)
- Tsutaerarerunara (伝えられるなら) (2021)
- Born To Be Wild (2021)

## Koncerty
Główne koncerty
- [2020] JO1 1st Live Streaming Concert "Starlight"[44]
- [2021] JO1 Live Streaming Concert "Starlight Deluxe"[45]

Spotkania z fanami (Fanmeeting)
- [2020] JO1 1st Fanmeeting[46]

## Nagrody i nominacje
- 2020: MTV Video Music Awards Japan - Rising Star Award - Wygrana[47]
- 2020: Mnet Asian Music Awards - Best New Asian Artist - Wygrana[48]
- 2020: Shogakukan DIME Trend Awards - Best Character Award - Wygrana[49]
- 2020: Japan Gold Disc Award - Best 5 New Artists (Japonia) – Wygrana[50]